# تئاتر هربست
تئاتر هربست (انگلیسی: Herbst Theatre) یک سالن اجرای کنسرت و تئاتر در سان فرانسیسکو، ایالات متحده آمریکا است.
این سالن که از نوع ادیتوریوم است در سال ۱۹۱۵ تأسیس شده و دارای ۹۲۸ نفر ظرفیت می‌باشد، تئاتر هربست بخشی از مرکز یادبود جنگ و هنرهای نمایشی سان فرانسیسکو محسوب می‌شود.

## امضای منشور ملل متحد
نمایندگان ۵۰ کشور، از جمله ایران، در پایان کنفرانس دوماهه سازمان ملل متحد در سالن اپرای ور مموریال در ۲۶ ژوئن ۱۹۴۵، منشور ملل متحد را در صحن تئاتر هربست (که آن زمان وترنز آدیتوریم Veterans Auditorium، یا سالن سخنرانی کهنه سربازان نامیده می‌شد،) امضا کردند.

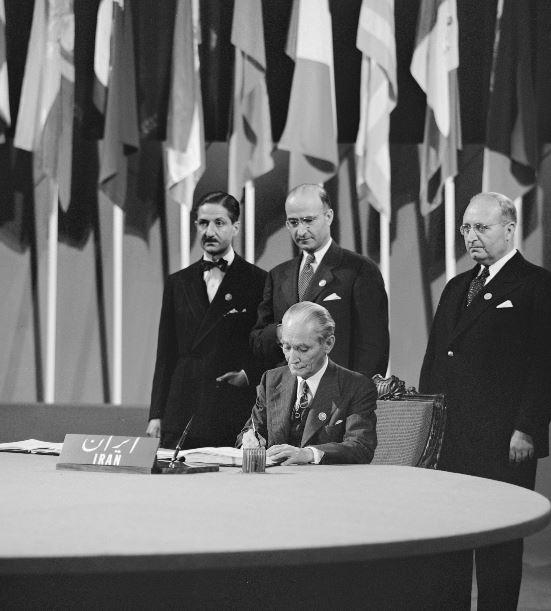
مصطفی عدل، نماینده ایران در حال امضای منشور سازمان ملل در کنفرانس سان فرانسیسکو. ایستاده از راست باقر کاظمی، علی‌اکبر سیاسی و نصرالله انتظام